# Jaroslav Trykar
Jaroslav Trykar (* 1938) je bývalý český fotbalový útočník.

## Hráčská kariéra
V československé lize hrál za TJ Spartak LZ Plzeň (dobový název Viktorie) ve dvou sezonách, v nichž zaznamenal dohromady pět branek. V nejvyšší soutěži debutoval v neděli 13. srpna 1961 (1. kolo ročníku 1961/62) v plzeňském utkání se Slovanem Nitra, které skončilo nerozhodně 2:2 (poločas 2:1). Poslední prvoligové utkání odehrál ve čtvrtek 23. května 1963 (23. kolo ročníku 1962/63) v Trenčíně, kde domácí Jednota porazila Plzeňské 2:0 (poločas 0:0). Za Plzeň nastupoval také ve II. lize.

### Prvoligová bilance
| Ročník             | Zápasy | Góly | Minuty | Klub                |
| ------------------ | ------ | ---- | ------ | ------------------- |
| I. liga 1961/62    | 21     | 5    | 1 604  | TJ Spartak LZ Plzeň |
| I. liga 1962/63    | 10     | 0    | 784    | TJ Spartak LZ Plzeň |
| CELKEM I. ČS. LIGA | 31     | 5    | 2 388  |                     |